# Peter - 8 år
|  | Denne artikel er oprettet af botten PalnaBot ud fra en ekstern database. Den kan derfor have sproglige fejl eller mangler. Denne skabelon kan fjernes efter kontrol af indholdet. |

Peter - 8 år er en film instrueret af Majken Algren Nielsen.